# Flucht (Motette)
Flucht ist eine Motette für Doppelchor und Schlagzeug von Frank Schwemmer. Sie entstand 2015 als Auftragswerk der Hoffbauer-Stiftung Potsdam für den RIAS Kammerchor und die Junge Kantorei Hermannswerder.

## Inhalt
Zu jeder Zeit und in allen Regionen der Welt mussten Menschen vor Gewalt und Not fliehen. Und obwohl das Leid, seine Heimat und oft auch alle Menschen, die man liebt verlassen zu müssen in der Menschheitsgeschichte sicher immer ähnlich war und ist, hat sich an der Organisation, dem Fluchtziel und der Fluchtdurchführung durch die globale Vernetzung in den letzten Jahrzehnten vieles verändert. So ist das Mobiltelefon zu einem komplexen Rettungs- und Überlebenssystem geworden, mit dem man nicht nur Kontakt zur Heimat und zu weitverstreuten Angehörigen halten kann, sondern auch per GPS und Landkarten seinen Weg finden kann, per Online-Banking Geld empfangen und senden kann.

## Gestaltung

### Musik
Flucht ist eine doppelchörige Motette für zwei gemischte Chöre und Schlagzeug (Marimbaphon, vier Woodblocks, zwei Tomtoms, Bass drum).
Die Besonderheit der Komposition besteht unter anderem darin, dass die Partie des zweiten Chores durch einen Laienchor ausgeführt werden kann, während der erste Chor aus professionellen Sängern bestehen sollte.

### Programmatische Situation und musikalische Umsetzung
Erster Teil
Ein kurzes Intro des Marimbaphons baut durch unregelmäßige Pausen und schnelle Crescendi-Decrescendi Spannung auf. Jemand wartet. In die Spannung hinein ertönt der Benachrichtigungston eines Mobiltelefons aus dem Publikum. Die beabsichtigte Irritation löst sich als musikalisches Element auf, indem in den Chören zahlreiche kurze Töne anzeigen, dass die Benachrichtigungstöne das Stück in Bewegung bringen. Etwas ist geschehen (Hat vielleicht der Schlepper eine Nachricht gesendet? Ein Verwandter aus Europa? Informiert die Nachricht über einen bevorstehenden Angriff?) Die zunehmende Unruhe vor dem Aufbruch ins Ungewisse, schafft sich in unwillkürlichem Summen Raum, das sich bis ins schwer Erträgliche steigert. Was soll ich mitnehmen? Geld? Ausweise? Nein. Vor allen Dingen das Mobiltelefon und das Ladegerät. Dann beginnt, zum Text der Zahlen der GPS-Positionen eine lange Wanderung. Nach einiger Zeit wird der monotone Marsch durch laut gerufene, unverständliche Verbote durchbrochen. Wir begegnen dem musikalischen Äquivalent eines fremdsprachigen Verbotsschildes. Die meisten Menschen werden dieser Situation im Ausland schon begegnet sein. Man trifft auf ein schreiendes Schild und weiß nur: Das sagt mir bestimmt nichts Einladendes. Worin aber die Aufschrift besteht, also „Achtung Lebensgefahr“, „Vorsicht bissiger Hund“, „Betreten verboten“ oder nur „Parkverbot“ können wir nicht verstehen. Wir empfinden den Verlust der Heimat im Verlust der Sprache. Die Sprechfuge der Verbotsschilder stoppt die Reise immer mehr ab, bis sie völlig zum Stillstand kommt.
Zweiter Teil
Man findet sich in einer amorphen Gruppe von Menschen aus verschiedenen Ländern zusammen. Das Intermezzo des Schlagzeugs mag die Stimmungen spiegeln. Die Welt verschiebt sich. Sind wir noch im Heute? Sind wir in biblischen Zeiten? Hier kommen die Texte der Psalmen zum Tragen, die uns klarmachen, dass Flucht seit Jahrtausenden Schrecken und Furcht auslöst. Die Verwendung der Bibeltexte in verschiedenen Sprachen, zeigt das Problem der Vertreibung als ein globales. Der Hilfeschrei zu Gott bricht auf dem Höhepunkt erschöpft ab.
In einer zärtlichen Musik von Solostimmen werden die Namen der zurückgelassenen, geliebten Menschen erinnert. Und doch werden die Erinnerungen an die Liebsten zu Hause im Hintergrund andauernd und zunehmend durch das Wispern der juristisch und organisatorisch unverständlichen Realität gestört.
Dritter Teil
Wir begegnen dem in vielen Religionen vertretenen Ideal der Leidensfähigkeit und Geduld. Die Aufforderung, Gott bei allen Qualen, oder sogar für diese, zu danken, wird immer autoritärer und in der Strenge beinahe als verzweifelt hörbar. Ist in den letzten Dankesworten des ersten Chores noch Hoffnung und Überzeugung? Die unbarmherzig, entseelt crescendierenden Texte aus den Asylgesetzen und Verordnungen schneiden diese Frage ab.

### Text
Texte von Verbotsschildern (Ursprungssprachen und ungefähre Übersetzungen)
- Geçmek Yasaktir = „Durchgang verboten“ (Türkisch)
- Girmek Yasak = Betreten verboten
- Yasak = „Verboten“ (Türkisch)
- Fin = „Ende“ (Französisch)
- Final = „Ende“ (Spanisch)
- No, Njet = „Nein“ (Italienisch, Spanisch, Russisch)
- Zabranjen Pristup = „Betreten verboten“ (Serbokroatisch)
- Yasakli Bölge = „gesperrter Bereich“ (Türkisch)
- Pazi = „Achtung“ (Serbokroatisch / Bosnisch)
- Chien méchant = „Bissiger / schlechter Hund“ (Französisch)
- Prohibido el paso = „Durchgang verboten“ (spanisch)
- Prohibido entrar = „Betreten verboten“ (Spanisch)
- Son = „Ende“ (Türkisch)
- Kraj = „Ende“ (Serbokroatisch)
- Zabranjen Prolaz = „Durchgang verboten“ (Serbokroatisch)
- podrucje = „gesperrt“ (Serbokroatisch)
- Belepni tilos = „Zugang nicht erlaubt“ (Ungarisch)
- Siniri ihlal = „Grenzverletzung“ (Türkisch)
- Zone interdite = „Gesperrter Bereich“ (Französisch)
- Harapos = „Bissiger Hund / Beißer“ (Ungarisch)
- é vietato l’accesso = „Der Durchgang ist verboten“ (Italienisch)
- Attraversamento illegale delle frontiere = „Illegale Grenzübertritte“ (Italienisch)
- Il trafico die esseri umani = „Menschenhandel“ (Italienisch)
- Di frontiere esterne = „Die/der Außengrenzen“ (Italienisch)
- E di rimpatrio delle persone = „Und die Rückführung von Personen“ (Italienisch)
- Vietato = „Verboten“ (Italienisch)
- l’accesso = „Der Durchgang“ (Italienisch)

Verwendete Namen
- Alima = „die Tanz und Musik liebt“
- Shadia = „Sängerin“
- Nadim = „Freund“
- Ruhi = „aus der Seele“
- Said = „der Glückliche“
- Wakur = „ernst; würdig“
- Kalila = „Geliebte“
- Rana = „lieblich; schön“
- Ulima = „die Weise“
- Fida = „Hingabe; Aufopferung“
- Ayasha = „Leben“
- Anandi = „Glück“
- Yerodin = Der NameYerodin wird Kindern gegeben, die studieren gehen

Psalm 107 (Lutherbibel):
1. Danket dem Herrn; denn er ist freundlich, und seine Güte währet ewiglich.
2. So sollen sagen, die erlöst sind durch den HERRN, die er aus der Not erlöst hat,
3. die er aus den Ländern zusammengebracht hat von Osten und Westen, von Norden und Süden.
4. Die irregingen in der Wüste, auf ungebahntem Wege, und fanden keine Stadt, in der sie wohnen konnten,
5. die hungrig und durstig waren und deren Seele verschmachtete,
6. die dann zum HERRN riefen in ihrer Not und er errettete sie aus ihren Ängsten
7. und führte sie den richtigen Weg, dass sie kamen zur Stadt, in der sie wohnen konnten.

Texte aus Asyl- und Aufenthaltsgesetzen, sowie amtlichen Verordnungen

„Zu Paragraph sechzig-Absatz zwei bis sieben-Aufentha-Ge-E, Ein Asylantrag liegt vor, wenn sich dem schriftlich, mündlich oder auf andere Weise geäußerten Willen des Ausländers entnehmen lässt, dass er im Bundesgebiet Schutz vor politischer Verfolgung sucht.
Wer eine Aufenthaltsgestattung erhält, darf in den ersten drei Monaten nicht arbeiten. Ein Ausländer, der nicht im Besitz der erforderlichen Einreisepapiere ist, hat an der Grenze um Asyl nachzusuchen (§ 18 AsylG). Im Falle der unerlaubten Einreise hat er sich unverzüglich bei einer Aufnahmeeinrichtung zu melden (§ 22 AsylG) oder bei der Ausländerbehörde oder bei der Polizei um Asyl nachzusuchen (§ 19 AsylG). Wenn ein anderer Staat aufgrund der Rechtsvorschriften der Europäischen Union für die Durchführung zuständig ist. Wegen der dem Asylverfahren inne wohnenden engen Einheit der Verfahrensarten…Von einer Abschiebung des Ausländers soll abgesehen werden, wenn dort für diesen Ausländer eine erhebliche konkrete Gefahr besteht. Einer Abschiebungsandrohung bedarf es nicht.“

## Werkgeschichte
Die Doppelchörige Motette Flucht wurde durch den RIAS Kammerchor und die Hoffbauer-Stiftung Potsdam auf Anregung von Matthias Salge in Auftrag gegeben. Ihre Uraufführung fand am 2. Juli 2016 in der Inselkirche Hermannswerder, im Rahmen des Abschlusskonzertes der Chorpatenschaft des RIAS Kammerchores mit der Jungen Kantorei Hermannswerder statt. Die Leitung hatten Martina Batič und Matthias Salge. Das Schlagzeug spielte Franz Bauer. Das Konzert wurde von Deutschlandradio Kultur übertragen.